# سیارک ۱۸۸۷۷
سیارک ۱۸۸۷۷ (به انگلیسی: 18877 Stevendodds، نامگذاری:1999XP7) هجده هزار و هشتصد و هفتاد و هفتمین سیارک کشف شده‌است که در ۴ دسامبر ۱۹۹۹ کشف شد.
قدر مطلق سیارک برابر ۲۶.۹ است.